# 依卡洛尔
依卡洛尔是一种含氮有机化合物，化学式C
26H
33N
3O
6，带有异噁唑基团和丁酰胺基团，能作为β受体阻滞剂。